# Cerbalus aravaensis
Cerbalus aravaensis è una specie di ragno appartenente alla famiglia degli Sparassidae.
Ha abitudini notturne, e vive in tane scavate nella sabbia nella regione di Arava.
La lunghezza delle sue zampe, che possono arrivare insieme al corpo fino a 14 cm di lunghezza, lo annovera tra i ragni più grandi del Medioriente.